# Ильген, Христиан Фридрих
Христиан Фридрих Ильген (англ. Christian Friedrich Illgen, 1786 — 1844) — немецкий теолог, историк церкви и педагог. Известный благодаря своим работам в области исторического богословия.

## Биография
Христиан Фридрих Ильген родился 16 сентября 1786 года в городе Хемнице.
Изучал теологию в Лейпцигском университете, где в 1814 году прошел процедуру хабилитации. В 1818 году стал доцентом философии, а через несколько лет доцентом теологии. С 1823 года занимал пост профессора богословия Лейпцигского университета. Четыре раза был деканом на теологическом факультете (1830/31, 1833/34, 1837/38, 1841/42).
В 1814 году основал историко-богословское общество «Historisch-theologische Gesellschaft zu Leipzig». Начиная с 1832 года, был редактором периодического журнала «Zeitschrift für Historische Theologie» («Журнал исторической теологии»).
Христиан Фридрих Ильген умер 4 августа 1844 года в городе Лейпциге. После его смерти публикация журнала была продолжена Кристианом Вильгельмом Ниднером.

## Избранные труды
- Vita Laelii Socini : specimen historico-ecclesiasticum, 1814.
- Der Werth der christlichen Dogmengeschichte, 1817 — Значение христианской догматической истории.
- Denkschrift der historisch-theologischen Gesellschaft zu Leipzig, 1817 — Воспоминания историко-теологического общества Лейпцига.
- Symbolarum ad vitam et doctrinam Laelii Socini, 1826.
- Memoria utriusque catechismi Lutheri, 1829—30 (4 тома).
- Historiae Collegii Philobiblici Lipsiensis, 1836—41 (4 части).[5]